# 加藤鮎子
加藤 鮎子（かとう あゆこ、本名：角田鮎子、1979年〈昭和54年〉4月19日 - ）は、日本の政治家。自由民主党所属の衆議院議員（4期）。
内閣府特命担当大臣（こども政策、少子化対策、若者活躍、男女共同参画、孤独・孤立対策）、女性活躍担当大臣、共生社会担当大臣、国土交通大臣政務官（第1次岸田内閣・第2次岸田内閣）、環境大臣政務官兼内閣府大臣政務官（第4次安倍第2次改造内閣）、自由民主党副幹事長、同党山形県支部連合会会長などを歴任。父は内閣官房長官や自由民主党幹事長を務めた加藤紘一。

## 来歴
山形県鶴岡市生まれ（現住所は鶴岡市大東町）。「鮎子」という名の由来は「故郷の魚であること」「故郷に帰ってくるように」との意味が込められている。慶應義塾女子高等学校、慶應義塾大学法学部入学後に政治活動を始める。卒業後はドリームインキュベータ勤務を経て、野田聖子の秘書を務め、第44回衆議院議員総選挙（郵政解散）後にアメリカ合衆国・コロンビア大学国際公共政策大学院に留学し国際公共政策を学ぶ。コロンビア大学の同窓には小泉進次郎がいる。
帰国後は日本国際交流センター、ピープルフォーカス・コンサルティング勤務を経て、父・紘一の秘書を務める。
2006年に宮崎謙介と結婚するが2009年に離婚した。
その後、2011年に、一般人男性と再婚し、現在二児の母。
2011年4月には、東日本大震災で被災した宮城県七ヶ浜町にボランティアとして支援活動に参加した。その後、再婚した夫との間に2子をもうける。
2012年12月、第46回衆議院議員総選挙で紘一が無所属の阿部寿一に敗れ落選。2013年4月17日、紘一から後継指名を受ける。後継指名を受けた後、山形3区支部長公募に名乗りを挙げるため、新たに2,000人の党員を確保し、また、支部長公募に意欲を見せていた阿部と佐藤ゆかりが、山形県連が提示した条件を不服として応募を取り下げたため、支部長に就任する。
2014年12月、第47回衆議院議員総選挙に自民党候補として出馬。山形3区は第46回総選挙に続き無所属の阿部との保守分裂選挙となるが、阿部に僅差で勝利し初当選する。当選後は、紘一の側近だった谷垣禎一の有隣会に加わり、自民党女性局次長・自民党青年局次長に就任。
2017年10月、第48回衆議院議員総選挙に出馬。阿部も希望の党公認として出馬するが、それを押し切って再選となった。
2019年9月11日、環境大臣政務官兼内閣府大臣政務官に就任。
2021年3月28日、自民党山形県連の支部長・幹事長会議が開催。加藤は同年1月の山形県知事選挙で擁立した元県議の大内理加が落選した責任をとり県連会長を辞任すると表明し、了承された。
同年10月、第1次岸田内閣の国土交通大臣政務官に就任。なお、前年と同年の自民党総裁選挙では、ともに岸田文雄の推薦人に名を連ねている。
同年10月31日、第49回衆議院議員総選挙で3選。
2023年9月13日発足の第2次岸田第2次改造内閣で内閣府特命担当大臣（こども政策・少子化対策・若者活躍・男女共同参画）に就任し、初入閣した。なお、同日付の閣議口頭了解において「今後政府代表等の任命行為及び許可等の法律上の行為」については本名である「角田鮎子」名義を使用し、それ以外は活動名の「加藤鮎子」名義を使用する事となった。
2024年9月11日夜、加藤は、自民党総裁選挙に出馬表明した小泉進次郎の父の小泉純一郎、麻生派の猪口邦子と都内で会食した。純一郎は二人に「私も2回総裁選で負けた。3回目は圧勝したけれど。進次郎はどういう結果になっても先はある。負けても離れないでやってほしい」と語った。翌12日、総裁選が告示され小泉を含む9人が立候補し、加藤は小泉の推薦人に名を連ねた。9月27日総裁選執行。加藤は1回目の投票では小泉に投じ、得票数1位の高市早苗と2位の石破茂が進んだ決選投票では石破に投じた。
同年10月27日、第50回衆議院議員総選挙で4選。

## 政策・主張

### 憲法
- 憲法改正について、2017年の朝日新聞社のアンケートで「どちらかと言えば賛成」と回答[33]。2021年のNHK、毎日新聞社のアンケートで「賛成」と回答[34][35]。

- 憲法9条への自衛隊の明記について、2021年のNHKのアンケートで「賛成」と回答[34]。

- 憲法を改正し緊急事態条項を設けることについて、2021年の毎日新聞社のアンケートで「賛成」と回答[35]。

### 外交・安全保障
- 敵基地攻撃能力の保有について、2021年の毎日新聞社のアンケートで「反対」と回答[35]。

- 普天間基地の辺野古移設をめぐる政府と沖縄県の対立をどう考えるかとの問いに対し、2021年の毎日新聞社のアンケートで「政府が埋め立てを進めるのはやむを得ない」と回答[35]。

- 徴用工訴訟などの歴史問題をめぐる日韓の関係悪化についてどう考えるかとの問いに対し、2021年の毎日新聞社のアンケートで「政府の今の外交方針でよい」と回答[35]。

- 2015年7月16日、平和安全法制の衆議院採決について、「政府・与党内で1年以上に渡り議論が積み重ねられた」として賛成する一方[33]、「国民の理解は不十分であり、参議院でも十分な審議を尽くすべき」と主張した[36]。9月17日、山形新聞による平和安全法制の憲法適合性についての取材に対して、「運用さえ誤らなければ、合憲の範囲内」と慎重な姿勢を示した[37]。

### ジェンダー
- 選択的夫婦別姓制度の導入について、2017年の朝日新聞社のアンケートで「どちらかと言えば賛成」と回答[33]。2021年のNHKのアンケートで「どちらかといえば賛成」と回答[34]。

- 同性婚を可能とする法改正について、2017年の朝日新聞社のアンケートで「どちらかと言えば賛成」と回答[33]。2021年のNHKのアンケートで「どちらかといえば反対」と回答[34]。「同性婚を制度として認めるべきだと考るか」との同年の毎日新聞社のアンケートに対し「認めるべきでない」と回答[35]。

- クオータ制の導入について、2021年のNHKのアンケートで「どちらかといえば賛成」と回答[34]。同年の毎日新聞社のアンケートで「賛成」と回答[35]。

### その他
- 「原子力発電への依存度について今後どうするべきか」との問題提起に対し、2021年のNHKのアンケートで「下げるべき」と回答[34]。

- 10％の消費税率について、2021年の毎日新聞社のアンケートで「当面は10％を維持すべき」と回答[35]。

- アベノミクスについて、2017年の朝日新聞社のアンケートで「どちらかと言えば評価する」と回答[33]。

- 安倍内閣による森友学園問題・加計学園問題への対応について、2017年の朝日新聞社のアンケートで「どちらかと言えば評価しない」と回答[33]。

- 森友学園への国有地売却をめぐる公文書改竄問題で、2021年5月6日、国は「赤木ファイル」の存在を初めて認めた[38]。しかし5月13日、菅義偉首相はファイルの存在を踏まえた再調査を行わない考えを報道各社に書面で示した[39]。9月の自民党総裁選挙で総裁に選出された岸田文雄も10月11日、衆議院本会議の代表質問で再調査の実施を否定した[40]。国の対応をどう考えるかとの同年の毎日新聞社のアンケートに対し、「さらに調査や説明をすべきだ」と回答[35]。

- 2015年3月10日、予算委員会第八分科会で、日本海沿岸東北自動車道の整備状況について質疑。山形県から秋田県・新潟県間の未開通箇所について、救命救急医療の搬送時間短縮、災害時の代替道路確保のため早期開通を行うべきと主張した。また、酒田港について、東日本大震災時に被害を受けた太平洋地域港湾の代替港湾としての実績から整備を強化するべきと主張し、国土交通大臣太田昭宏から「酒田港は非常に重要である」と言質を得た[41]。

- 2015年5月30日、山形県開発推進懇談会に出席。第3次安倍内閣の掲げる地方創生推進のため、子育て支援・地方への定住化・再生可能エネルギー推進による地域活性化・公共インフラ整備について協議した[42]。

## 人物

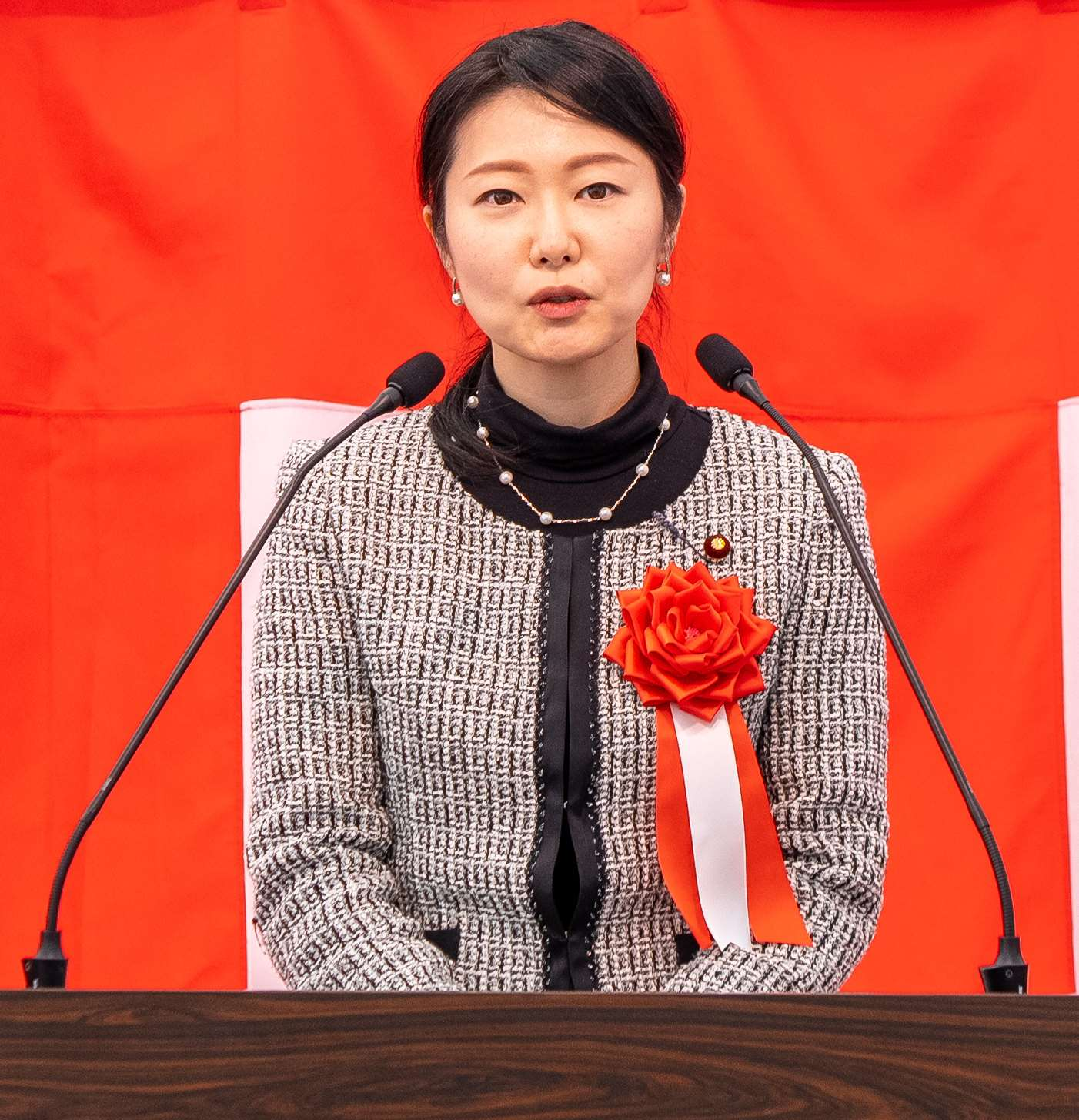
東北中央自動車道泉田道路開通式にて（2022年11月20日）

交流関係
父・加藤紘一の側近だった谷垣禎一とは幼少の頃から親交があり、第47回総選挙の応援演説では「鮎子氏を山形のためになる政治家に育てる」と激励を受けた。また、自身がかつて秘書として仕えた野田聖子を政治資金パーティーに招待するなど、交流を続けている。
一方、紘一と確執があった岸宏一とは、第47回総選挙の際に阿部寿一を支持し、選対本部長就任や応援演説を断られるなど険悪な関係だったが、当選後には関係を修復している。ただ、第47回総選挙で議席を争った阿部とは対立が続き、2015年9月に実施された酒田市長選挙の際には加藤・阿部それぞれを支持する市議会議員が丸山至選対の主導権を争うなど保守分裂が続いている。
選挙
父紘一から選挙地盤を引き継ぐにあたり、紘一から「ドブ板娘と呼ばれるまで地域を回れ」「農家の声は大事だぞ」との助言を受けた。しかし、それ以外は基本的に紘一は口を挟まず、選挙は鮎子の自由に任せたという。

## 家族・親族
- 祖父・加藤精三（鶴岡市長、衆議院議員）
- 父・加藤紘一（防衛庁長官、内閣官房長官、衆議院議員、外交官）
- 夫
- 長男
- 次男
- 祖父の又従兄・石原莞爾

## 所属議員連盟
- 神道政治連盟国会議員懇談会[49]
- 日中友好議員連盟（幹事）[50]

## 選挙歴
| 当落 | 選挙                   | 執行日         | 年齢 | 選挙区      | 政党       | 得票数     | 得票率 | 定数 | 得票順位 /候補者数 | 政党内比例順位 /政党当選者数 |
| ---- | ---------------------- | -------------- | ---- | ----------- | ---------- | ---------- | ------ | ---- | ------------------ | ---------------------------- |
| 当   | 第47回衆議院議員総選挙 | 2014年12月14日 | 35   | 山形県第3区 | 自由民主党 | 7万9872票  | 42.86% | 1    | 1/5                | /                            |
| 当   | 第48回衆議院議員総選挙 | 2017年10月22日 | 38   | 山形県第3区 | 自由民主党 | 10万3973票 | 52.18% | 1    | 1/4                | /                            |
| 当   | 第49回衆議院議員総選挙 | 2021年10月31日 | 42   | 山形県第3区 | 自由民主党 | 10万8558票 | 58.06% | 1    | 1/3                | /                            |
| 当   | 第50回衆議院議員総選挙 | 2024年10月27日 | 45   | 山形県第3区 | 自由民主党 | 9万3909票  | 56.10% | 1    | 1/3                | /                            |

## 不祥事
- 第48回衆議院議員総選挙公示日4日前の2017年10月6日、加藤が代表を務める政治団体「自由民主党山形県第三選挙区支部」は、国の公共事業を受注した地元の建設会社2社から合わせて400万円の寄付を受けた[51]。公職選挙法199条は国の公共事業を請け負う業者が国政選挙に関して寄付することを禁じているが、同団体は報道機関の取材に対し「指摘の会社が国の公共工事を受注していることについては全く知らなかった」と答えた[52]。
- 加藤が代表を務める資金管理団体「加藤鮎子地域政策研究会」の政治資金収支報告書（2019～21年分）に、2021年10月1日付でパーティー券収入として研究会は加藤の関連政治団体「鮎友会」から250万円を受け取っていた。鮎友会の収支報告書にも同じ日付で研究会に同額を支出したと記されていた。政治資金規正法は、一度のパーティーで同一の個人・団体から150万円超の対価を受けることを禁じている[53]。2023年9月15日、加藤は記者会見で「本来寄付として処理すべきものを、パーティー券収入として処理した」と釈明し、政治資金収支報告書を修正する意向を示した[54]。山形地方検察庁は2024年7月26日付で、政治資金規正法違反（虚偽記入）容疑で告発されていた加藤や鮎友会関係者ら4人を不起訴処分とした。加藤を含む3人は嫌疑なし、残る1人は嫌疑不十分とした[55]。嫌疑不十分で不起訴となった鮎友会の会計責任者について、加藤らを告発した神戸学院大学の上脇博之教授が検察審査会に審査を申し立てたが、山形検察審査会は9月10日付で不起訴相当と議決した[56]。
- 2023年、自身の事務所の家賃として自分の母親に毎月15万円支払っていることを指摘される。家賃が相場価格より高額な場合、差額が公職選挙法が禁止する寄付に当たる可能性があるが[57]、9月26日、加藤は記者会見で「周辺で15万円は相場の最低ラインだ」と述べ、「複数の不動産関係の方々から頂いた情報を基に設定した。相場から離れていることはない」とも語った[58]。